# Здзеховиці (Опольське воєводство)
Здзеховиці (пол. Zdziechowice, нім. Seichwitz) — село в Польщі, у гміні Гожув-Шльонський Олеського повіту Опольського воєводства.
Населення — 694 особи (2011).
У 1975-1998 роках село належало до Ченстоховського воєводства.

## Демографія
Демографічна структура станом на 31 березня 2011 року:
|          | Загалом | Допрацездатний вік | Працездатний вік | Постпрацездатний вік |
| -------- | ------- | ------------------ | ---------------- | -------------------- |
| Чоловіки | 349     | 75                 | 238              | 36                   |
| Жінки    | 345     | 57                 | 216              | 72                   |
| Разом    | 694     | 132                | 454              | 108                  |